# Boajsájávrásj
Boajsájávrásj, enligt tidigare ortografi Påisajauratj, är en sjö i Jokkmokks kommun i Lappland och ingår i Luleälvens huvudavrinningsområde. Sjön har en area på 0,159 kvadratkilometer och ligger 1 262 meter över havet. Boajsájávrásj ligger i Sarek Natura 2000-område.

## Delavrinningsområde
Boajsájávrásj ingår i det delavrinningsområde (747730-157881) som SMHI kallar för Ovan Kuoperjåkkå. Medelhöjden är 1 244 meter över havet och ytan är 83,39 kvadratkilometer. Det finns inga avrinningsområden uppströms utan avrinningsområdet är högsta punkten. Ráhpaädno som avvattnar avrinningsområdet har biflödesordning 3, vilket innebär att vattnet flödar genom totalt 3 vattendrag (Blackälven (Smadjeädno), Lilla Luleälv, Luleälven) innan det når havet efter 336 kilometer. Avrinningsområdet består mestadels av kalfjäll (79 procent). Avrinningsområdet har 0,16 kvadratkilometer vattenytor vilket ger det en sjöprocent på 0,2 procent. Delavrinningsområdet täcks till 21,06 procent av glaciärer, med en yta av 17,575 kvadratkilometer.